# Balclutha aurantiigera
Balclutha aurantiigera är en insektsart som beskrevs av George Willis Kirkaldy 1907. Balclutha aurantiigera ingår i släktet Balclutha och familjen dvärgstritar. Inga underarter finns listade i Catalogue of Life.